# Rule Financial
Rule Financial – przedsiębiorstwo działające w branży informatycznej i finansowej. Zajmuje się głównie tworzeniem oprogramowania i rozwiązań IT dla sektora bankowego. W roku 2013 zatrudniało ponad 600 pracowników w 6 krajach. w 2014 została przejęta przez GFT Group.

## Działalność
Przedsiębiorstwo zostało założone w 1997 roku przez Marcusa Rule bez zewnętrznego finansowania.
Rule Financial realizuje projekty z zakresu systemów zarządzania ryzykiem kredytowym dla banków inwestycyjnych, systemów akcyjnych instrumentów pochodnych oraz systemów obrotu instrumentami finansowymi. Doradza także bankom i funduszom hedgingowym jak ograniczać koszty, zarządzać ryzykiem, zwiększać produktywność działu IT. Posiada własne centra rozwoju oprogramowania.
Przedsiębiorstwo zatrudniało 27 pracowników w 2002 roku, 155 w 2007, 144 w 2008, 209 w 2009 i ponad 600 w 2013. Współpracowała m.in. z Barclays Bank, Deutsche Bank, ABN AMRO, Merrill Lynch.
Na polskim rynku firma działa od 2007 roku, znacznie zwiększając w latach 2011–2012 liczbę pracowników. Działa w Łodzi m.in. tworząc pytania do Łódzkiego Testu Informatyków organizowanego przez Politechnikę Łódzką, organizując spotkania łódzkiej Java User Group, sponsorując stypendium w ramach programu Młodzi w Łodzi. W 2013 otworzyła drugie centrum oprogramowania w Poznaniu (wynajmuje biura w Okrąglaku). Razem w Polsce w 2013 zatrudnia ponad 250 pracowników.
Firma została przejęta przez GFT Group 26 czerwca 2014.

## Wyróżnienia
W latach 2003, 2008, 2009, 2010 firma znalazła się na liście Tech Track 100 magazynu The Sunday Times.

## Biura
Firma ma swoje biura w następujących miastach:
- Londyn (Wielka Brytania) od 1997 – główna siedziba[11].
- Barcelona (Hiszpania) od 2008[5]
- Łódź (Polska) od 2007[3] – poprzez nabycie polskiej firmy Peer2Peer[13]
- Nowy Jork (USA) od czerwca 2009[5]
- Toronto (Kanada) od 2012[11]
- Boston (USA) od 2012[11]
- Poznań (Polska) od 2013[11]
- Heredia (Kostaryka) od 2013[11]